# Lista do Patrimônio Mundial na Síria
Esta é uma lista do Patrimônio Mundial na Síria, especificamente classificada pela Organização das Nações Unidas para a Educação, a Ciência e a Cultura (UNESCO). A lista é elaborada de acordo com dez principais critérios e os pontos são julgados por especialistas na área. A República Árabe da Síria aceitou a convenção em 13 de agosto de 1975, tornando estes locais históricos elegíveis à inclusão na lista. Em 2018, a Síria possui seis sítios incluídos na lista do Patrimônio Mundial. 
O primeiro sítio do Patrimônio Mundial na Síria, a Cidade Antiga de Damasco, foi inscrito na lista durante a 3ª Sessão do Comitê do Patrimônio Mundial, realizada em Paris em 1979. A Cidade Antiga de Bostra e o Sítio de Palmira foram os inscritos no ano seguinte como o segundo e terceiro sítio no país, enquanto a Cidade Antiga de Alepo foi acrescentada à lista em 1986. O sítio da Fortaleza dos Cavaleiros e Fortaleza de Saladino foram acrescentados coletivamente à lista em 2006, sendo seguidos das Aldeias Antigas do Norte da Síria em 2011. 
Em 2013, todas as seis propriedades da Síria foram acrescentadas à Lista do Patrimônio Mundial em perigo, uma vez que sua integridade têm sido agredida variavelmente pelos efeitos da Guerra Civil Síria; Alepo, em particular, têm sofrido grandes danos, enquanto um diversas proeminentes estruturas em Palmira foram completamente destruídas.

## Bens culturais e naturais
A Síria possui atualmente os seguintes lugares declarados como Patrimônio da Humanidade pela UNESCO:
| | Cidade Antiga de Damasco |
| Bem cultural inscrito em 1979, modificada em 2011, em perigo desde 2013. |                          |
| Localização: Damasco |                          |
| Fundada no terceiro milênio a.C., Damasco é uma das mais antigas cidades do Oriente Médio. Durante a Idade Média, foi centro de uma próspera indústria artesanal especializada na fabricação de espadas e rendas. Dos 125 monumentos que abriga de seus distintos períodos históricos, um dos mais espetaculares é a Grande Mesquita dos Omíadas, erguida no século VIII sobre as ruínas de um santuário assírio. (UNESCO/BPI) |                          |

| | Sítio de Palmira |
| Bem cultural inscrito em 1980, em perigo desde 2013. |                  |
| Localização: Homs |                  |
| Localizado a nordeste de Damasco, no deserto sírio, o oásis de Palmira abriga as monumentais ruínas de uma grande cidade que foi um dos centros culturais mais importantes da Antiguidade. Sob a influência de diversas civilizações, a arquitetura e arte de Palmira mesclaram, nos séculos I e II, as técnicas greco-romanas com as tradições artísticas autóctones e persas. (UNESCO/BPI) |                  |

| | Cidade Antiga de Bostra |
| Bem cultural inscrito em 1980, em perigo desde 2013. |                         |
| Localização: Dar`a |                         |
| Antiga capital da província romana de Arábia e importante interseção da rota das caravanas que conduziam a Meca, Bostra conserva dentro de suas sólidas muralhas um magnífico teatro romano do século II, vestígios arqueológicos paleocristões e inúmeras mesquitas. (UNESCO/BPI) |                         |

| | Cidade Antiga de Alepo |
| Bem cultural inscrito em 1986, em perigo desde 2013. |                        |
| Localização: Alepo |                        |
| Situada na interseção de várias rotas comerciais desde o segundo milênio a.C., Alepo esteve sucessivamente sob dominação de hititas, assírios, árabes, mongóis, mamelucos e otomanos. A Grande Mesquita do século XII, a citadela do século XIII, palácios, caravançarais e termas (hammam) do século XVII constituem um tecido urbano harmonioso e único no gênero, que atualmente corre perigo por conta da superpopulação. (UNESCO/BPI) |                        |

| | Fortaleza dos Cavaleiros e Fortaleza de Saladino |
| Bem cultural inscrito em 2006, em perigo desde 2013. |                                                  |
| Localização: Tartus |                                                  |
| Estas duas fortalezas são exemplos significativos do intercâmbio de influências culturais e da evolução da arquitetura militar no Oriente Próximo na era das Cruzadas (século XI a XIII). A Fortaleza dos Cavaleiros (Krak des Chevaliers) foi construído pela Ordem de São João de Jerusalém entre 1142 e 1271. Em finais do século XII, os mamelucos ampliaram esta fortaleza, que é um dos castelos de sua época em melhor estado de conservação. Por sua vez, a Fortaleza de Saladino (Qal’at Salah Al Din), ainda que parcialmente em ruínas, é outro excepcional exemplo de edificações militares, tanto no que se refere à qualidade de sua construção, como a estratégia histórica subsistente. Esta última apresenta elementos bizantinos do século X, as transformações efetuadas pelos francos no final do século XII e as fortificações acrescidas pela dinastia dos aiúbidas (fins do século XII até meados do XIII). (UNESCO/BPI) |                                                  |

| | Aldeias Antigas do Norte da Síria |
| Bem cultural inscrito em 2011, em perigo desde 2013. |                                   |
| Localização: Alepo |                                   |
| Este sítio, que abrange quarenta aldeias do nordeste sírio agrupadas em oito parques arqueológicos, constitui um notável testemunho da vida rural no período da Antiguidade tardia bizantina. Erguidas entre os séculos I e VII e abandonadas entre os séculos VIII e X, estas aldeias se caracterizam pelo bom estado de conservação de sua paisagem cultural e os vestígios arquitetônicos de moradias, templos pagãos, igrejas, cisternas, termas e outros edifícios. A paisagem cultural subsistente das aldeias ilustra de forma notável a transição do mundo antigo pagão do Império Romano ao cristianismo bizantino. Os vestígios de técnicas hidráulicas, de muros de proteção e planos de fracionamento agrário da era romana demonstram também o domínio da agricultura pelos habitantes destas aldeias. (UNESCO/BPI) |                                   |

## Lista Indicativa
Em adição aos sítios inscritos na Lista do Patrimônio Mundial, os Estados-membros podem manter uma lista de sítios que pretendam nomear para a Lista de Patrimônio Mundial, sendo somente aceitas as candidaturas de locais que já constarem desta lista. Desde 2011, a Síria possui 12 locais na sua Lista Indicativa.
| Sítio                                         | Imagem | Localização | Ano  | Dados UNESCO        | Descrição |
| --------------------------------------------- | ------ | ----------- | ---- | ------------------- | --- |
| Noras de Hama                                 |        | Hama        | 1999 | Cultural: (i)(iv)   | Ao longo de seu curso, o rio Orontes preserva em ambas as margens vestígios de antigos lagos, reservatórios, canais, aquedutos e pontes além das noras, das quais apenas a cidade de Hama conserva alguns exemplares importantes que são hoje um parte integrante da sua paisagem urbana e que consagram a sua fama mundial.                                                                      |
| Ugarite                                       |        | Lataquia    | 1999 | Cultural: (iii)(vi) | O Reino de Ugarite floresceu no segundo milênio na costa do Mediterrâneo. Escavações iniciadas em 1929 descobriram os bairros de uma capital, templos, uma fortificação, um vasto palácio real e inúmeras residências. O local preserva ainda tabuletas com inscrições em acadiano e ugarítico de excepcional importância em escala universal.                                                    |
| Ebla                                          |        | Alepo       | 1999 | Cultural: (iii)(vi) | É um dos mais extensos sítios arqueológicos da Idade do Bronze no oeste da Síria, onde escavações desde 1965 ampliaram o conhecimento sobre as origens da civilização urbana no terceiro milênio a.C. |
| Mari (Tel Hariri)                             |        | Deir Zor    | 1999 | Cultural: (iii)(vi) | Mari é um importante sítio arqueológico que remonta a 2900 a.C. Foi uma das principais cidades-Estado do terceiro milênio e cuja redescoberta em 1933 (juntamente com a de Ebla, em 1963) ampliou o conhecimento sobre a Idade do Bronze. |
| Dura Europo                                   |        | Deir Zor    | 1999 | Cultural: (ii)(iv)  | Dura Europo, capital regional no coração do Império Selêucida que se tornou um posto avançado na fronteira romano-parta, abriga vestígios das civilizações greco-romana e persa. Isso a torna um testemunho extraordinário e excepcional da evolução do Oriente mesopotâmico ao longo dos cinco séculos desde a conquista de Alexandre, o Grande.                                                 |
| Apameia                                       |        | Hama        | 1999 | Cultural: (iv)      | Apameia é uma das cidades mais importantes construídas no norte da Síria durante a era selêucida, quando desempenhou um papel comercial e militar proeminente como sede estratégica da Síria central. Suas ruínas ocupam uma área de 250 hectares, ainda não totalmente escavadas. |
| Qasr al-Hayr al-Sharqi, um castelo do deserto |        | Homs        | 1999 | Cultural: (iv)      | Qasr al-Hayr al-Sharqi, que preserva melhor do que qualquer outro castelo elementos de suas origens omíadas, é o exemplar de um "castelo do deserto" do início do século VIII, onde as reminiscências da arte pré-islâmica e bizantina consagram a continuidade das tradições artísticas, culturais e civilizacionais da Síria, visíveis em muitos outros monumentos religiosos do mesmo período. |
| Maalula                                       |        | Rif-dimashq | 1999 | Cultural: (v)(vi)   | Criada nas fendas de um fajj de 165 metros acima do nível do mar, suas residências foram erguidas alinhadas umas contra as outras em terraços desde o topo do penhasco até a base do vale. A cidade abriga cerca de 5 mil sírios que falam o aramaico que se propagou como dialeto por todo o Oriente Próximo.                                                                                    |
| Tartus, a cidade-cidadela dos Cruzados        |        | Tartus      | 1999 | Cultural: (ii)(iv)  | Uma antiga cidade de origem fenícia (Antaradus) tomada pelos Cruzados conserva vestígios vivos desta era que durou dois séculos (século XI ao século XII) e que a moldou completamente, transformando-a numa das mais seguras cidades francas nas margens do Mediterrâneo. Por sua posição estratégica, Tartus garantia a ligação com Chipre e o Ocidente cristão.                                |
| Raqqa, a cidade abássida                      |        | Raca        | 1999 | Cultural: (ii)      | Esta cidade do alto período abássida foi construída na confluência dos rios Eufrates e Balikh na região da Jazira sobre as ruínas de uma cidade selêucida (Nicephorion) ocupada pelos romanos e depois pelos bizantinos. |
| Ilha de Arruade                               |        | Tartus      | 1999 | Cultural: (ii)(v)   | Arruade é uma pequena cidade-ilha de frente ao litoral de Tartus. Uma das mais antigas cidades da região, Arruade surgiu no segundo milênio a.C. e perdeu sua importância como uma cidade portuária durante a era romana. Devido à sua localização estratégica para o comércio continental mediterrânico entre a Ásia Menor e o Egito, a ilha foi disputada por diversos povos antigos.           |